# 芒特卡梅爾 (伊利諾伊州)
芒特卡梅爾（英語：Mount Carmel）又稱為卡梅爾山，美國伊利諾州沃巴什縣的城市及縣治，而根據2010年美國人口普查該地人口為7284人。芒特卡梅爾位於沃巴什河、帕託卡河和懷特河的交匯處，與印第安納州的吉布森郡和諾克斯郡接壤，而名為東芒特卡梅爾的非建制地區小社區則坐落在帕託卡河口與芒特卡梅爾隔瓦巴什河相望。芒特卡梅爾位於比爾森林州立公園內美國國家自然地標的瓦伯西森林（Forest of the Wabash）東北約5英里（8.0公里）處，而主要工作點之一的吉布森發電廠位在芒特卡梅爾北北東約1英里處。芒特卡梅爾同時也是瓦伯西谷學院的所在地，並作為東伊利諾州社區學院系統的一部分。

## 就業與環境

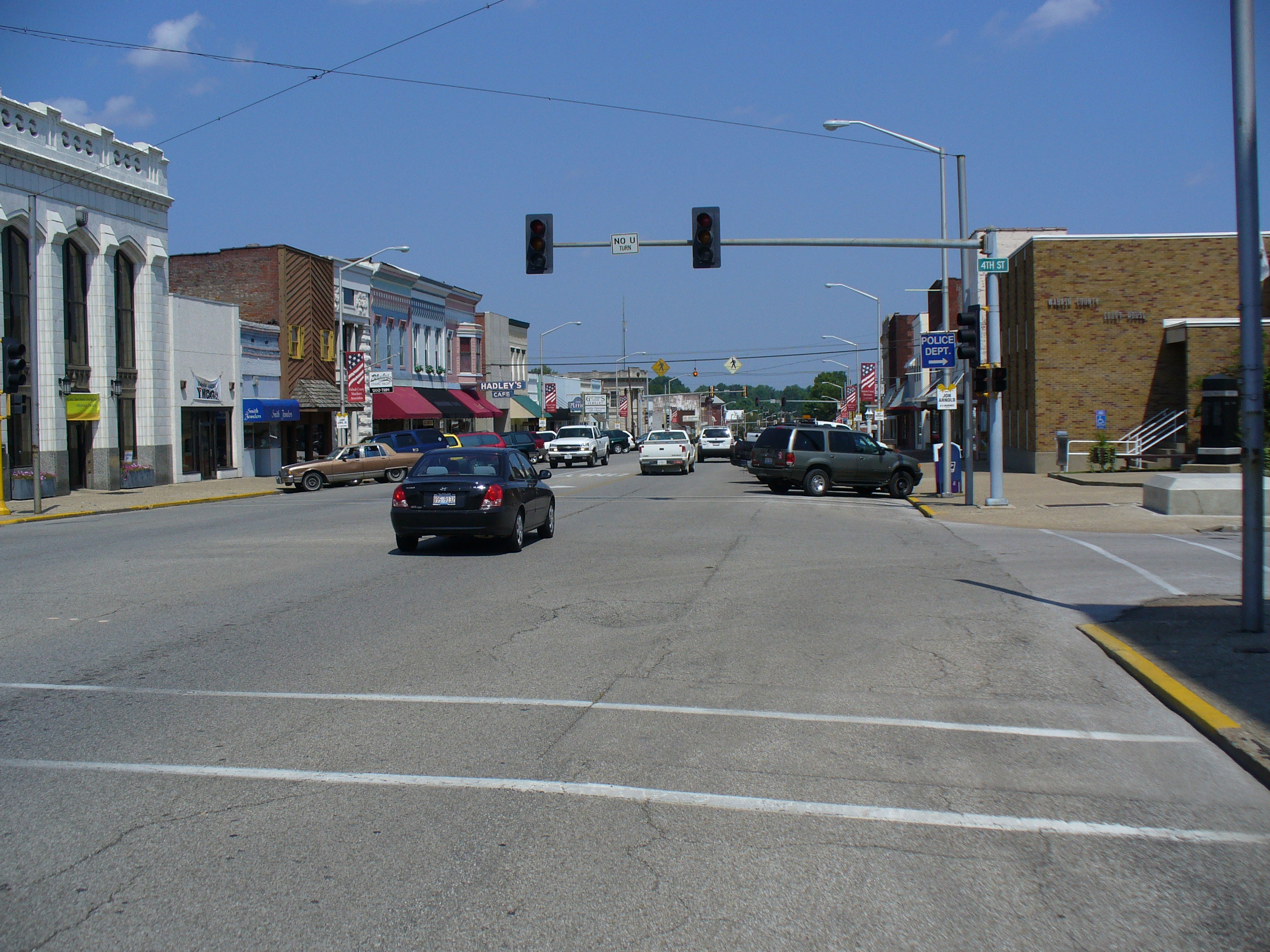
仲夏的市場街

截至2014年12月，該城市的失業率為5.4%，自1992年以來失業情況有了顯著改善，當時失業率因工業工作崗位流失而達到15.1%的高峰值。而與芒特卡梅爾隔著河川約一英里處的印第安納州吉布森郡，由杜克能源的吉布森發電廠提供大型工作機會；該發電廠為美國第九大發電廠以及世界第三大燃煤發電廠。
附近的其他雇主包括生產豐田Sequoia、豐田Sienna和豐田Highlander的豐田汽車印地安納製造廠（TMMI）；而TMMI的許多供應商和子公司也設廠於12英里外印第安納州的普林斯頓及其周邊地區，包括位於伊利諾伊州阿爾比昂生產空氣和燃料過濾器的Champion Laboratories工廠，以及位於伊利諾州勞倫斯維爾的TMMI供應商ATS自動化工具系統工廠（現為豐田紡織勞倫斯維爾工廠）。本地雇主包括幾家石油和天然氣公司，以開發印第安納州南部並延伸到伊利諾州、印第安納州和肯塔基州的油田為主，該油田探勘擁有超過4,000,000,000桶約640,000,000立方公尺的原油儲量。

## 教育
芒特卡梅爾為東伊利諾州社區學院（IECC）系統中的一員，且為瓦伯西谷學院的所在地，該學院共有1375名學生，並有一個活躍的國際生項目，且該城市提供了一個悠閒、舒適使國際學生可以在其中學習英語作為第二語言的環境；而學院的男籃球隊勇士隊（Warriors）在2001年贏得了國家初級學院體育協會（NJCAA）一級聯賽冠軍。作為IECC的一部分，居民受益於提供印第安納州學生就讀IECC學校的學費折扣，以換取免除南印第安納大學的「非居民學費」（ Out-of-State Tuition）的互惠協議。

## 歷史

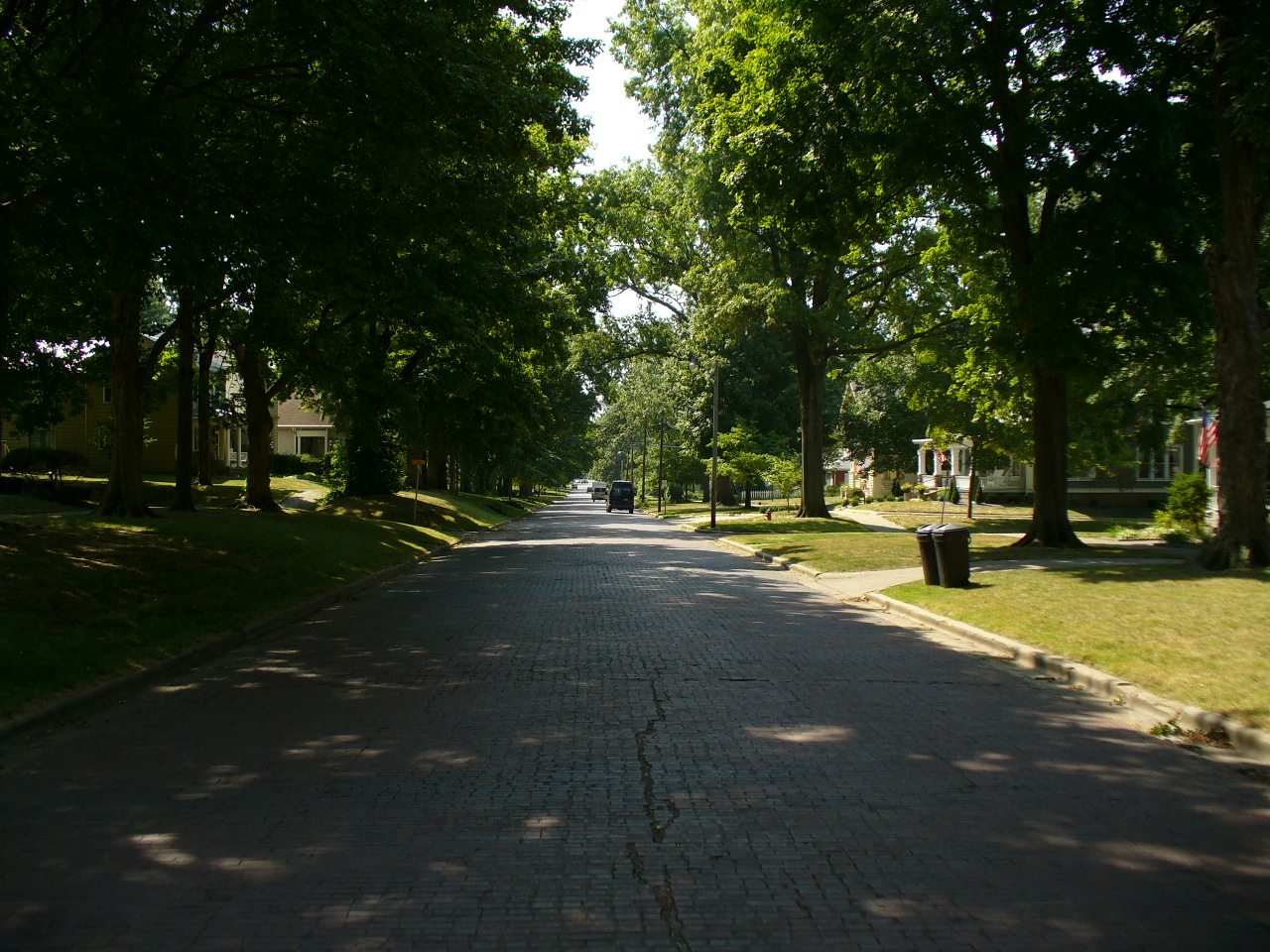
第7街和櫻桃街為芒特卡梅爾最古老房屋的所在地，至今仍保留著磚面人行道。

### 龍捲風
1877年6月4日，一場F4強度的龍捲風在卡梅爾山以西著陸向東北東移動，風速估計為每小時150英里並持續近兩分鐘，而龍捲風的風暴破壞線造成第三街到第五街之間的大部分地區嚴重破壞。災後對損失的最終估計表明，有20家企業和100所房屋遭到摧毀，並有16至30人死亡及100人受傷。當時一家地方報紙如此描述：
|  | 在它盛行期間，天空中到處都是飛揚的屋頂、窗戶、門、木材、欄杆、衣服等，且大部分碎片被運到約一英里外。共有13人被龍捲風徹底殺死，還有許多人肯因傷勢過重而死，另外還有若干人遭通報失踪，很可能被埋在廢墟裡。在下雨天中不能在家工作的許多農民都進了城，而很多民眾也因郡法院的開庭早以在城裡。 而男人、女人和孩子們就像是羽毛一樣被吹到了400英尺外的距離。城鎮的大部分區域被摧毀，使得大約七十個家庭無家可歸，預計會苦不堪言。 原文：During its prevalence the air was filled with flying roofs, windows, doors, lumber, rails, clothing, etc. Much of the debris was carried more than a mile away. Thirteen persons were killed outright, and many others will undoubtedly die of their injuries. There are also several others reported missing who are probably buried in the ruins. It being a rainy day, many farmers who could not work at home were in town. The county court was also in session, which caused many people to be in the city. Men, women and children were blown a distance of 400 feet, as if they were feathers. The better part of the town Is destroyed. Some seventy families were rendered houseless and much distress is anticipated. |

### 大急流度假旅館

由弗雷德里克·辛德·齊默曼創辦之大急流度假旅館

1920年代由弗雷德里克·辛德·齊默曼（Frederick Hinde Zimmerman）在大急流大壩和沃巴什郡沃巴什河上的懸岩附近開設大急流度假旅館，在該度假旅館九年的營運期間，它為芒特卡梅爾吸引了來自美國各地的觀光人潮。

## 地理
芒特卡梅爾的座標為38°24′53″N 87°46′07″W / 38.41472°N 87.76861°W沃巴什河上，該河同時為伊利諾州和印第安納州的界河，而該地的平均海拔高度為137公尺。根據2010年人口普查，該市總面積為5.00平方英里（12.9平方公里），其中陸地面積4.86平方英里（12.6平方公里）占城市面積97.20%，水域面積0.14 平方英里（0.36平方公里）占城市面積2.80%。

### 地震
芒特卡梅爾位於瓦伯西谷地震帶內，該地震帶曾於當地時間2008年4月18日04:36:56（09:36:56 UTC）發生規模5.2地震，震央位在芒特卡梅爾及西塞勒姆附近，並在幾個小時後又發生規模4.6的餘震並持續小規模餘震到七月，這場地震使得整個芒特卡梅爾接感受到震動，更使得伊利諾伊州南部和密蘇里州東部地區皆有感，最遠至123英里（198公里）外的密蘇里州聖路易亦有感。

## 人口統計
| 调查年                | 人口  | 备注  | %±    |
| --------------------- | ----- | ----- | ----- |
| 1850                  | 935   |       | —     |
| 1860                  | 1,393 |       | 49.0% |
| 1870                  | 1,640 |       | 17.7% |
| 1880                  | 2,047 |       | 24.8% |
| 1890                  | 3,376 |       | 64.9% |
| 1900                  | 4,311 |       | 27.7% |
| 1910                  | 6,934 |       | 60.8% |
| 1920                  | 7,456 |       | 7.5%  |
| 1930                  | 7,132 |       | −4.3% |
| 1940                  | 6,987 |       | −2.0% |
| 1950                  | 8,732 |       | 25.0% |
| 1960                  | 8,594 |       | −1.6% |
| 1970                  | 8,096 |       | −5.8% |
| 1980                  | 8,908 |       | 10.0% |
| 1990                  | 8,287 |       | −7.0% |
| 2000                  | 7,982 |       | −3.7% |
| 2010                  | 7,284 |       | −8.7% |
| 2019年估计            | 7,001 | [ 1 ] | −3.9% |
| U.S. Decennial Census |       |       |       |

芒特卡梅爾截至2000年人口普查，全市共有人口7,982人、3,302戶、2,146家庭，人口密度為每平方英里1,728.7人（每平方公里667.1人）。有3,653套住宅單元，平均密度為每平方英里791.2套住宅（每平方公里305.3套住宅）。該城市種族構成為美國白人97.69%、西班牙裔或拉丁裔0.86%、亞裔美國人0.51%、非裔美國人0.48%、美洲原住民0.19%、太平洋島裔美國人0.08%、其他種族0.29%以及來自兩個或更多種族0.76%。
全市共有3302戶，其中29.3%有18歲以下子女、51.2%為已婚夫婦、10.5%為丈夫未在場之女性、35.0%為非家庭，其中30.6%的戶由個人組成、15.9%的戶為年齡在65歲或以上的獨居老人，平均每戶人數為2.37，平均家庭人數為2.95。
全市人口分佈較為分散，18歲以下佔23.6%、18-24歲佔9.8%、25-44歲佔25.7%、45-64歲佔21.8%、65歲以上佔19.2%，年齡中位數為39歲；全年齡性別比90.6，18歲以上性別比88.4。
該市每戶收入的中位數為31,715美元，家庭收入的中位數為39,882美元；男性的平均收入為30,815美元、女性為17,129美元，而城市人均收入為16,391美元，房價中位數為51,200美元，大約10.2%的家庭和15.8%的人口處於貧困線以下，其中18歲以下的佔20.5%，65歲以上的佔9.3%。

## 著名人物
- 托馬斯·斯波茨伍德·辛德，芒特卡梅爾開創者、美國報紙編輯、反奴隸制者、作家、歷史學家、房地產投資者、衛斯理宗牧師。
- 哈里·辛德，密蘇里州眾議院議員、飛機設計師、發明家。
- 埃德蒙·辛德，美國淘金者。
- 查爾斯·辛德，美國實業家、大亨、企業家。
- 胡安妮塔·哈維爾，美國兒童繪本作家。
- 弗雷德里克·辛德·齊默曼，美國銀行家、房地產企業家。
- 羅伯特·里奇韋，美國鳥類學家。
- 塞繆爾·威廉姆斯（英语：Samuel Williams (American politician)），印第安納州眾議院議員。
- 雅各布·齊默曼，伊利諾州眾議院議員。
- 阿奇·迪斯，NBA前職業籃球運動員。